# Eutropis trivittata
Eutropis trivittata là một loài thằn lằn trong họ Scincidae. Loài này được Hardwicke & Gray mô tả khoa học đầu tiên năm 1827.